# Arthur Szwarc
Arthur Szwarc (ur. 30 marca 1995 w Toronto) – kanadyjski siatkarz pochodzenia polskiego, reprezentant Kanady, grający na pozycji środkowego. Od sezonu 2021/2022 we włoskim klubie Top Volley Cisterna zaczął grać na boisku jako atakujący.
Ma polskie korzenie, ponieważ jego rodzice są z Polski. Jego tata mieszka w okolicach Kielc, mama pochodzi z Warmii.

## Sukcesy klubowe
Puchar Challenge:
- 2024[6]

Liga włoska:
- 2024[7]

## Sukcesy reprezentacyjne
Puchar Panamerykański Juniorów:
- 2015

Liga Światowa:
- 2017

Mistrzostwa Ameryki Północnej, Środkowej i Karaibów:
- 2023
- 2019

## Nagrody indywidualne
- 2023: Najlepszy atakujący Mistrzostw Ameryki Północnej, Środkowej i Karaibów